# Rudolph Dirks

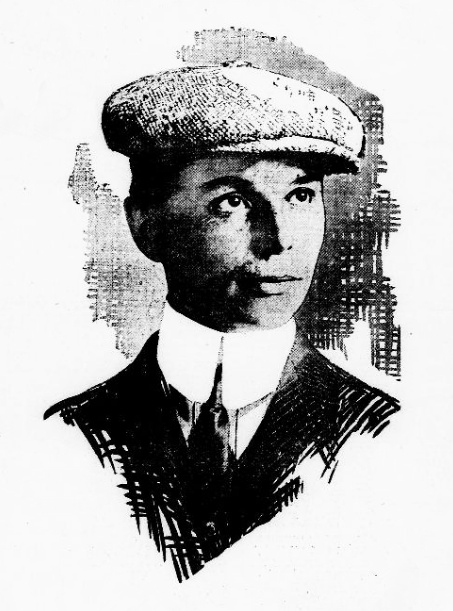
Rudolph Dirks (1914)

Rudolph Dirks (* 26. Februar 1877 in Heide, Deutsches Reich; † 20. April 1968 in New York) war ein deutsch-amerikanischer Comicpionier. Er erfand mit The Katzenjammer Kids einen der ersten und den ältesten noch publizierten Comic Strip der Welt. Zu seinen Neuerungen gehören die Einführung der Sprechblase, Geschwindigkeitsstreifen und Lautmalerei.

## Leben
Dirks zog mit seiner Familie 1884 nach Chicago, wo bereits 1897 seine ersten Cartoons veröffentlicht wurden. Als er für Randolph Hearsts Journal American zeichnete, sollte er für das Magazin einen Strip entwerfen, der mit dem Yellow Kid in Joseph Pulitzers Veröffentlichungen konkurrieren konnte. Angeblich sollte dieser Strip nach dem Vorbild der Bildergeschichte Max und Moritz von Wilhelm Busch gestaltet werden.
Dirks gehört damit nicht nur zu den ersten Pionieren des Comic-Strips, sondern führte in Form von Sprechblasen auch den Dialog innerhalb eines Panels und die Kontinuität zwischen verschiedenen Panels ein. Dirks ging auch in die Rechtsgeschichte ein, da er sich nach 15 Jahren Comiczeichnen für Hearst bestimmte Rechte am Comic erstritt. Letztlich behielt Hearst als Verleger das Recht am Namen, Dirks als künstlerischer Urheber aber die Rechte an den Figuren, die zunächst unter den Namen „Hans“ und „Fritz“ erschienen waren.
In ihrem Film Katzenjammer Kauderwelsch von 2019 widmete sich die Regisseurin Martina Fluck den Lebensgeschichten von Rudolph Dirks und seines früh verstorbenen Bruders Gustav „Gus“ Dirks, der ebenfalls Comiczeichner war.

## Ehrungen
Seit 2016 verleiht die German Comic Con in Dortmund zu seinen Ehren den Rudolph-Dirks-Award für grafische Literatur, der als europäisches Pendant zu den US-amerikanischen Comic-Preisen Eisner-Award und Harvey-Award geschaffen wurde.

## Veröffentlichungen
- Rudolph Dirks: The Katzenjammer Kids. Early Strips in full Color. Dover Publications, New York 1974, ISBN 0-486-23005-8 (Neuauflage von 1908).
- Rudolph Dirks; Harold H. Knerr: Katzenjammer Kids. Melzer, Darmstadt 1972, ISBN 3-7874-0021-4 Pp.